# Voll abgezockt
Voll abgezockt ist eine US-amerikanische Filmkomödie aus dem Jahr 2013. Der deutsche Kinostart war am 28. März 2013.

## Handlung
Sandy Patterson führt mit seiner schwangeren Frau Trish und den beiden gemeinsamen Kindern nicht gerade ein luxuriöses Leben in Denver, Colorado. Mit seinem Geld muss er haushalten und die erhoffte Bonuszahlung wird ihm mit der Begründung, seine Firma müsse zunächst gesunden, nun schon im dritten Jahr verweigert. Nur weiß er als Buchhalter, wie gut es seiner Firma geht und wie hoch all die Bonuszahlungen seiner Chefs sind. Mit dem Frust, hintergangen worden zu sein, beschließen fast alle Mitarbeiter zu kündigen und unter Führung von Sandys Kollege Daniel Casey eine eigene Finanzfirma zu gründen. Anfangs läuft es gut, doch bald wird Sandy verhaftet. Er habe angeblich einen Barkeeper geschlagen und sei nicht zum Gerichtstermin in Florida erschienen. Mit seinen überzogenen Kreditkarten und der Anklage, er sei in einem Drogen- und Waffendeal involviert, stellt sich schnell heraus, dass eine junge Frau aus Florida seine Identität gestohlen hat und jetzt unter seinem Namen Straftaten begeht. Da die Polizei wegen bürokratischer Hürden nichts dagegen machen kann und ihm eine Kündigung wegen rufschädigenden Verhaltens droht, will Sandy die Identitätsdiebin innerhalb einer Woche aufspüren und den Strafverfolgungsbehörden in Denver übergeben.
Nachdem er nach Florida gereist ist, sich einen Wagen gemietet hat, findet er schnell die Identitätsdiebin. Beim ersten Aufeinandertreffen auf dem Highway kommt es zum Unfall, zum Streit und anschließend zum Kampf, wobei die Identitätsdiebin ihm den Wagen stiehlt und wegfährt. Er folgt ihr nach Hause, wo es erneut zum Kampf kommt, wobei dieser von Julian und Marisol unterbrochen wird, die die Identitätsdiebin unter dem Namen Diana aufsuchen, um sich wegen der gefälschten Kreditkarten zu rächen. Zuvor hatte sie welche für Paolo anfertigen lassen, der nun im Gefängnis sitzt und seine beiden Handlanger losschickte, um Diana zur Rechenschaft zu ziehen. Da Sandy mit Diana erfolgreich vor den beiden flüchten kann, wird auch noch Skiptracer für eine Belohnung von 50.000 US-Dollar auf die Jagd nach ihr geschickt. Er findet die beiden auch relativ schnell in einem Motel, wo sie eine unfreiwillige Nacht voller Streit und Lügen verbracht haben. Skiptracer entführt Diana und Sandy muss ihr folgen. Mit einem waghalsigen Stunt auf dem Highway kann er sie befreien und beide setzen ihre Reise nach Denver mit dem gestohlenen Van von Skiptracer fort. Als der Wagen allerdings seinen Geist aufgibt und Sandy durch einen Schlangenangriff sein Geld und Handy verliert, müssen sich beide am nächsten Tag eine Möglichkeit besorgen, wieder an Geld heranzukommen.
Also bittet Sandy Diana in St. Louis, ihren Kreditkartentrick zu nutzen, um an das Geld seines ungeliebten Exchefs heranzukommen. Dazu verschaffen sie sich Zugang zu einer Filiale, stehlen die Daten und nutzen sie, um sich erst einmal in einem Luxushotel zu entspannen. Beim Dinner kommen sich die beiden zum ersten Mal auch näher und unterhalten sich, anstatt sich wie üblich zu streiten, über ihr jeweiliges Leben. Dabei erzählt Diana, dass sie nicht wisse, wie sie heiße, da sie schon immer allein gelebt habe und sich mit Hilfe unterschiedlicher Identitäten habe durchschlagen müssen. Kurz darauf werden beide für den Vorfall in der Filiale verhaftet und abgeführt. Die anschließende Fahrt ins Polizeirevier dauert allerdings nicht lange, denn Diana flüchtet gemeinsam mit Sandy aus dem Wagen. Da sie bereits von Skiptracer verfolgt wurden, stürzt sich die Polizei auf den Kriminellen, wodurch sie ein weiteres Mal fliehen können.
Zum Abend schaffen sie es erfolgreich nach Hause, wobei Sandy Diana seiner Familie vorstellt. Dabei benimmt diese sich vorbildlich. Während Sandy allein mit seiner Frau ist, kommen ihm die ersten Gewissensbisse, ob es richtig sei, die im Herzen eigentlich gute Diana ins Gefängnis gehen zu lassen. Zwar habe sie sein Leben fast zerstört, aber die gemeinsamen Erlebnisse haben ihm gezeigt, dass es auch eine andere Lösung geben müsse. Doch bevor er es am nächsten Morgen angehen kann, hat Diana längst der Polizei alles gestanden, sodass Sandy aus dem Schneider ist und seinen Job behalten darf. Der Kontakt zu Diana bricht auch später nicht ab. Denn ein Jahr später besucht Familie Patterson Diana im Gefängnis, wobei es jede Menge gute Nachrichten gibt. Diana hat ihren Schulabschluss nachgemacht, kann bei guter Führung in drei Jahren vorzeitig entlassen werden und hat bei Sandy auch schon einen Job sicher. Außerdem hat Sandy endlich ihre Geburtsurkunde gefunden, womit sie endlich ihren wahren Namen erfährt. Diana heißt eigentlich Dawn Budgie.

## Kritik
James Berardinelli verriss den Film als „fragwürdige Zusammenstellung von Fettenwitzen, Sexgags und Slapstick“. Der Film sei nicht nur „schlecht“, sondern regelrecht „verwerflich“. Er kritisierte das schlechte Drehbuch und meinte, dass es „scheitert, die Hauptdarstellerin sympathisch erscheinen zu lassen“, vielmehr sei die von McCarthy gespielte Figur „trollartig und niederträchtig“. Der Verriss gipfelte in dem Statement: „Jede gesehene Minute ist wie eine Stunde in einem Verlies.“
Betsy Sharkey von der Los Angeles Times meinte, dass der Film „für seine Verbrechen und Vergehen gegen das Filmemachen weggesperrt werden sollte“, wobei sie auch anmerkte, dass Bateman und McCarthy „an so vielen Orten Witze stehlen, dass […] man dem Film wiederum vergeben könne“. Insbesondere McCarthy sei der Star dieses Films, die mit vollem Körpereinsatz und jede Menge guten Szenen aufwarten könne.
Als „träge Komödie“ bezeichnete Manohla Dargis von der New York Times diesen mit „Stereotypen, Waffengewalt, visuellen Klischees“ voll gepackten Film. Das liege allerdings nicht an McCarthy, die wie „eine Supernova“ sei, die „die Show niederbrennt“ und mit „scharfer, lustiger Zunge und ihrer ausladenden Physis die Leinwand dominiere“.
In Deutschland schrieb Oliver Kube in der Bild: „Das Problem dieser Komödie – Kreditkartenbetrug ist einfach nicht lustig. Da können sich die Darsteller noch so abmühen.“

## Hintergrund
Der Film war seit 2011 in Vorproduktion, wobei Jason Bateman und Melissa McCarthy früh als Hauptdarsteller feststanden. Im Januar 2012 wurde bekannt, dass Seth Gordon die Regie übernehmen werde. Die früheste Drehbuchfassung stammte von Jerry Eeten, wobei diese von Craig Mazin überarbeitet und Seth Gordon beendet wurde.
Einige Szenen wurden im 191 Peachtree Tower und der angrenzenden Peachtree Street in Atlanta, Georgia gedreht.
Im März 2012 wurde der Kinostart für den 10. Mai 2013 angegeben, wobei er im August 2012 auf den 8. Februar 2013 vorverlegt wurde. Insgesamt konnte der Film bei einem Produktionsbudget von 35 Mio. US-Dollar bis Anfang März allein in den USA über 107 Mio. US-Dollar wieder einspielen.